# Gimnástica Segoviana Club de Fútbol
Gimnástica Segoviana Club de Fútbol é um clube de futebol espanhol da cidade de Segóvia, na província homônima. Disputa atualmente a Segunda Federación, a quarta divisão do futebol espanhol.

## História
Fundado em junho de 1928 como Sociedad Deportiva Gimnástica Segoviana, o clube teve como primeiro presidente Francisco del Barrio. Em 2006 adotou o nome atual.
Em sua história, disputou 57 edições da Tercera División. 3 da Segunda División B (atual Primera Federación), 4 na Preferente Regional de Castela e Leão e 14 na Primeira Regional, além de ter participado 9 vezes da Copa del Rey, tendo como melhor desempenho na edição de 2006–07, quando chegou até as oitavas-de-final.
Em novembro de 2022, os sócios do Gimnástica aprovaram a mudança para Sociedade Anônima do Futebol, com 70,63% dos votos.

## Estádio e cores

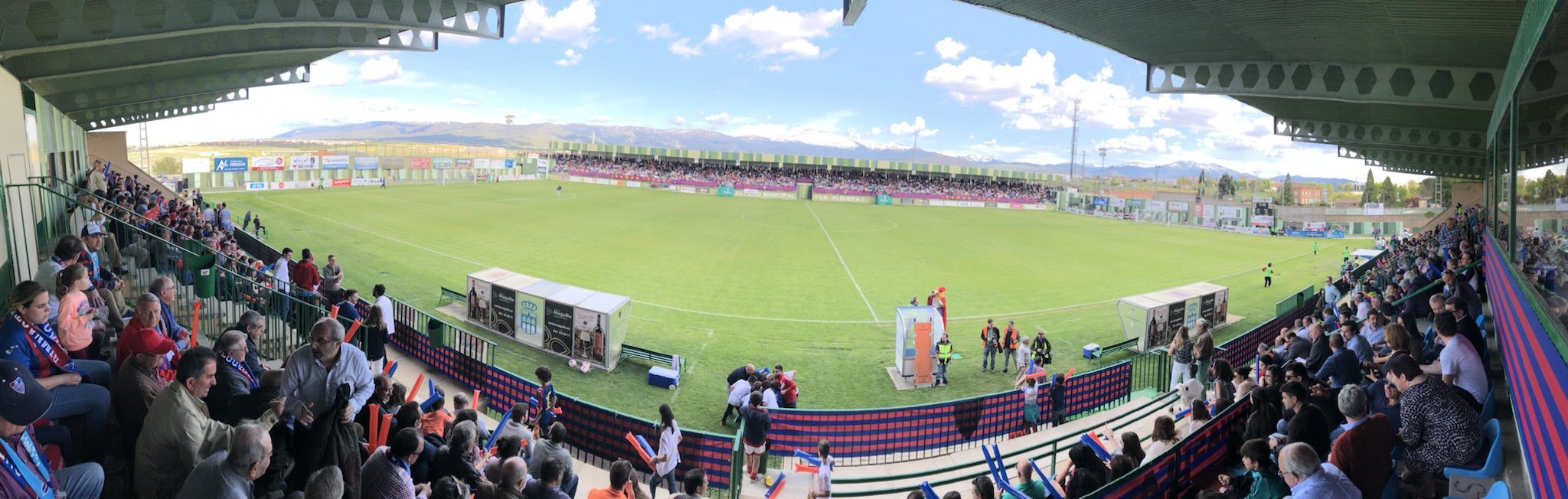
O Estádio La Albuera, onde o Gimnástica Segoviana manda suas partidas.

A equipe utiliza o Estádio La Albuera, que possui capacidade para 6 mil lugares. Possui como cores oficiais o azul e o vermelho.

## Títulos
- Tercera División (Grupo 8): 2003–04, 2005–06, 2016–17 e 2020–21
- Primeira Regional (Grupo 1): 1961–62